# Harry M. Miller
Harry Maurice Miller (Auckland, 6 de janeiro de 1934 – Sydney, 4 de julho de 2018) foi um promotor e publicitário australiano.

## Carreira
Harry nasceu em Auckland, Nova Zelândia.
Em 1970, Harry juntou se o conselho da Galeria de Arte de Nova Gales do Sul, e foi eleito presidente da galeria da sociedade.

## Morte
Harry morreu em Sydney, Austrália, em 4 de julho de 2018, aos 84 anos.